# 三橋亞記
三橋亞記（日语：／ Mitsuhashi Aki，1989年9月12日—），宮城縣出生，日本女子曲棍球運動員，亦為日本國家女子曲棍球隊成員。畢業於荒川中学校、秩父東高校及山梨学院大学。2012年4月1日起加入可口可樂西部公司，現為旗下紅色火花曲棍球隊成員，隊員編號7號。

## 簡歷

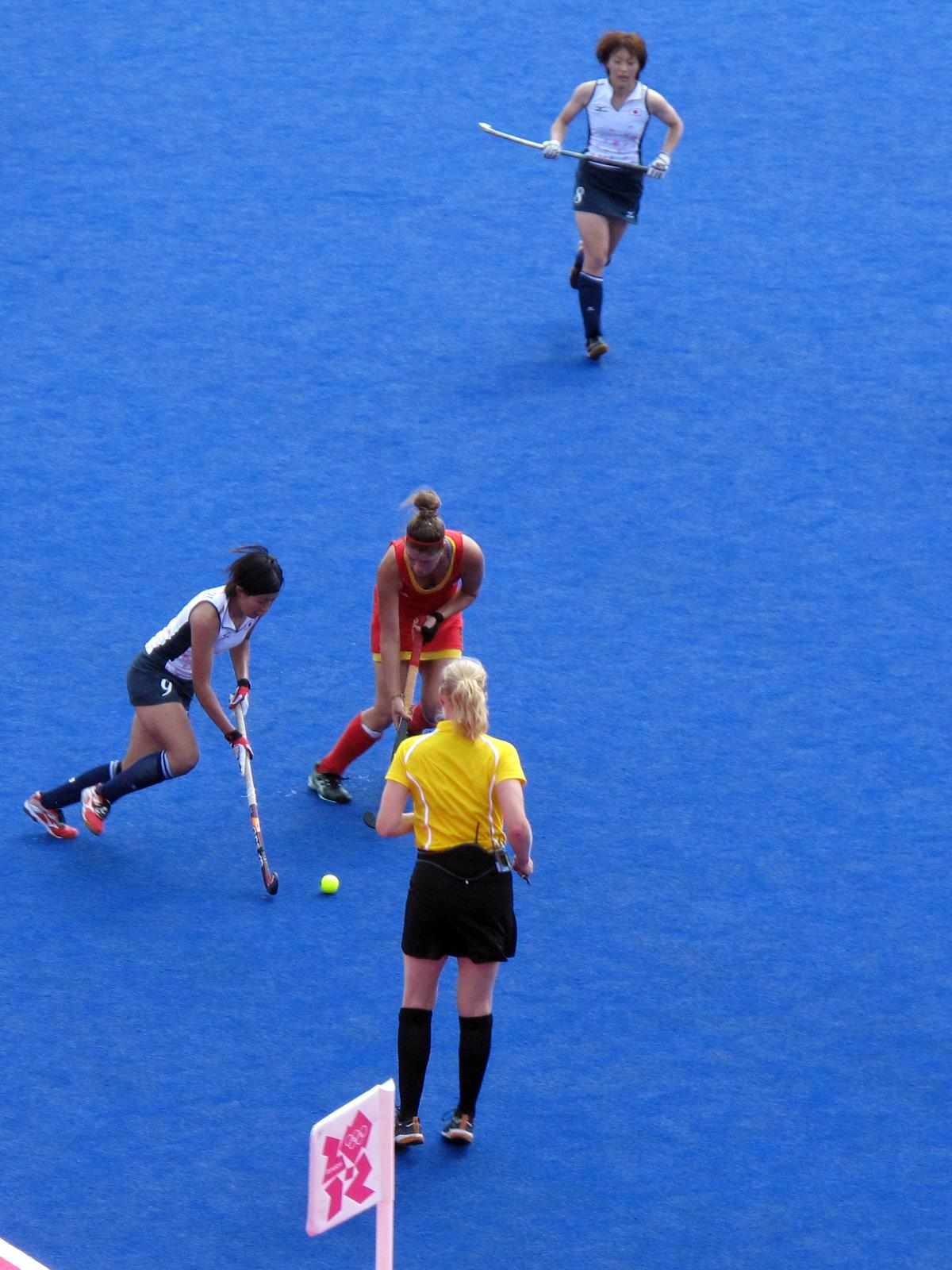
三橋亞記（白衣9號）正與比利時隊進行比賽。

2010年11月，三橋亞記代表日本出戰廣州亞運會，參加曲棍球比賽，奪得銅牌。
2016年，三橋亞記代表日本出戰巴西里约热内卢舉行的奥林匹克运动会女子曲棍球比賽。日本隊最終排名小组第五位，無緣晉級。